# Fred LaCour
Fred LaCour (San Francisco, 7 febbraio 1938 – San Francisco, 5 agosto 1972) è stato un cestista statunitense, professionista nella NBA.

## Carriera
Venne selezionato dai St. Louis Hawks al terzo giro del Draft NBA 1960 (22ª scelta assoluta).